# Скакунов, Пётр Филимонович
Петр Филимонович Скакунов — советский хозяйственный и государственный деятель, лауреат Государственной премии СССР за выдающиеся достижения в труде.

## Биография
Родился в 1929 году в Ростовской области. Член КПСС.
В 1952—1991 — овощевод, звеньевой, бригадир овощеводческой бригады № 1 овощемолочного совхоза «Волгодонской» Волгодонского района Ростовской области.
За освоение и внедрение прогрессивной технологии, комплексной механизации при возделывании технических, овощных культур, картофеля и хлопка, получение высоких и устойчивых урожаев был в составе коллектива удостоен Государственной премии СССР за выдающиеся достижения в труде 1981 года.
Жил в Волгодонске.

## Награды
- Орден Ленина
- Орден Октябрьской Революции
- Орден Трудового Красного Знамени (29.08.1986)